# Abraham de Fabert
Abraham de Fabert (11 de octubre de 1599-17 de mayo de 1660) fue un mariscal francés.
Era hijo de Abrahan Fabert, el cual murió en 1638, y que era un famoso pintor que ofreció sus servicios militares y civiles a Enrique IV.
Cuando tenía 14 años, Abraham de Fabert entró a formar parte de las Gardes Françaises, un regimiento de infantería francés. Así, en 1618 recibió una comisión en el regimiento Piedmont, y se convirtió en comandante en 1627. Sobresalió su actuación en las constantes guerras de la época, sobre todo en el Asedio de La Rochelle y en el Asedio de Exilles en 1630. Su valentía y sus cualidades en ingeniería le ayudaron nuevamente en los asedios a Avesnes y a Maubeuge en 1637. En 1642 Luis XIII le nombró gobernador de la fortaleza de Sedán, que había sido conquistada poco antes. En 1651 se convirtió en lugarteniente-general, y en el Asedio de Stenay de 1654 utilizó por primera vez nuevos métodos de asedio que serían utilizado más adelante por Vauban.
En 1658 Faubert se convirtió en Mariscal de Francia, convirtiéndose en el primer plebeyo en obtener este rango. Murió en Sedán en 1660.